# Santa Maria de Sardoura
Santa Maria de Sardoura is een plaats (freguesia) in de Portugese gemeente Castelo de Paiva en telt 2 698 inwoners (2001).